# Ravelo
Ravelo es una localidad y municipio de Bolivia, perteneciente a la provincia de Chayanta del Departamento de Potosí.

## Historia
Este municipio fue conocido como Moro Moro en la época prehispánica, a fines del siglo XVIII. Su nombre se cambió oficialmente a Ravelo por Ley promulgada el 14 de noviembre de 1913, durante la presidencia de Ismael Montes, en honor al Cnl. Felipe Ravelo, subcomandante del batallón de los Colorados de Bolivia, que participó de la batalla del Alto de la Alianza, de la Guerra del Pacífico, el 26 de mayo de 1880. 
En este municipio se casaron los héroes de la independencia boliviana Juana Azurduy y Manuel Ascencio Padilla. Las nupcias se realizaron en la parroquia de San Miguel de Moro Moro, ahora Ravelo.

## Geografía
El municipio de Ravelo se encuentra al este del Altiplano boliviano, cerca de la Cordillera Central.
Presenta una topografía accidentada y abrupta, serranías escarpadas, cerros de fuertes pendientes y algunas planicies onduladas por la diversidad geográfica de su territorio. Tiene diversos pisos ecológicos, tales como valles, cabeceras de valle, puna baja y puna. El municipio tiene variedad de suelos con texturas arenosas, franco arenosas, arcillosas, pedregosas y rocosas. Sus principales ríos son el Huaycama, Tomoyo y Ravelo.
El clima es un clima de montaña con clima templado típico clima diurno donde las diferencias de temperatura durante el día puede fluctuar más que el año. La temperatura promedio anual en la región Ravelo es de aproximadamente 16 °C (ver gráfico climático Sucre), los valores promedio mensuales varían entre los 14 °C en junio / julio y 17 °C en octubre / noviembre. La precipitación anual es de 700 mm y tiene cinco áridos meses de mayo a septiembre, con valores mensuales de menos de 25 mm, y una clara ocasión de humedad a partir de diciembre a febrero, con precipitaciones mensuales 125-150 mm.

### Ubicación
El municipio de Ravelo es uno de los cuatro municipios de la provincia de Chayanta. Limita al norte con la provincia de Charcas, al este con el departamento de Chuquisaca, al suroeste con la provincia de Cornelio Saavedra, al oeste con el municipio de Ocuri, y al noroeste con el municipio de Colquechaca. Se extiende por 70 kilómetros de norte a sur y 45 km de este a oeste.
En la parte central del municipio está el pueblo de Ravelo, sobre la carretera Ruta 6 en la parte central del este de los municipios.

## División Política
El municipio se componía de los siguientes cantones hasta su supresión el 2009:
- Antora
- Huaycoma
- Pitantora
- Ravelo
- Tomoyo
- Toroca

## Demografía
De acuerdo con el censo boliviano de 2024, la población del municipio de Ravelo es de 16 728 habitantes.
La población del municipio disminuyó aproximadamente una décima parte entre 1992 y 2024:
| Año  | Habitantes (municipio) | Fuente |
| ---- | ---------------------- | ------ |
| 1992 | 18.131                 | Censo  |
| 2001 | 20.536                 | Censo  |
| 2012 | 20.765                 | Censo  |
| 2024 | 16.728                 | Censo  |

La densidad de población del municipio en el censo de 2001 era de 16,8 habitantes / km ², la proporción de población urbana es de 0 %. La proporción de menores de 15 años en la población es del 41,2 %.
La tasa de alfabetización entre los mayores de 19 años es del 39 %, y que el 54 % de los hombres y el 24 por ciento entre las mujeres. La más importante expresión con una cuota del 79 % es quechua. 86 % de la población es católica, protestante 3 por ciento.
La esperanza de vida de los recién nacidos es de 55 años. 98 % de la población no tiene acceso a la electricidad, el 98 % vive sin instalaciones sanitarias.

### Grupo étnico
Las personas son en su mayoría indígenas de ascendencia quechua.
- Quechua: 94,4%
- Aimara: 0,3%
- Guaraní , Chiquitos , Moxos: 0,1%
- No es indígena: 5,2%
- Otros grupos indígenas: 0,1%

## Economía

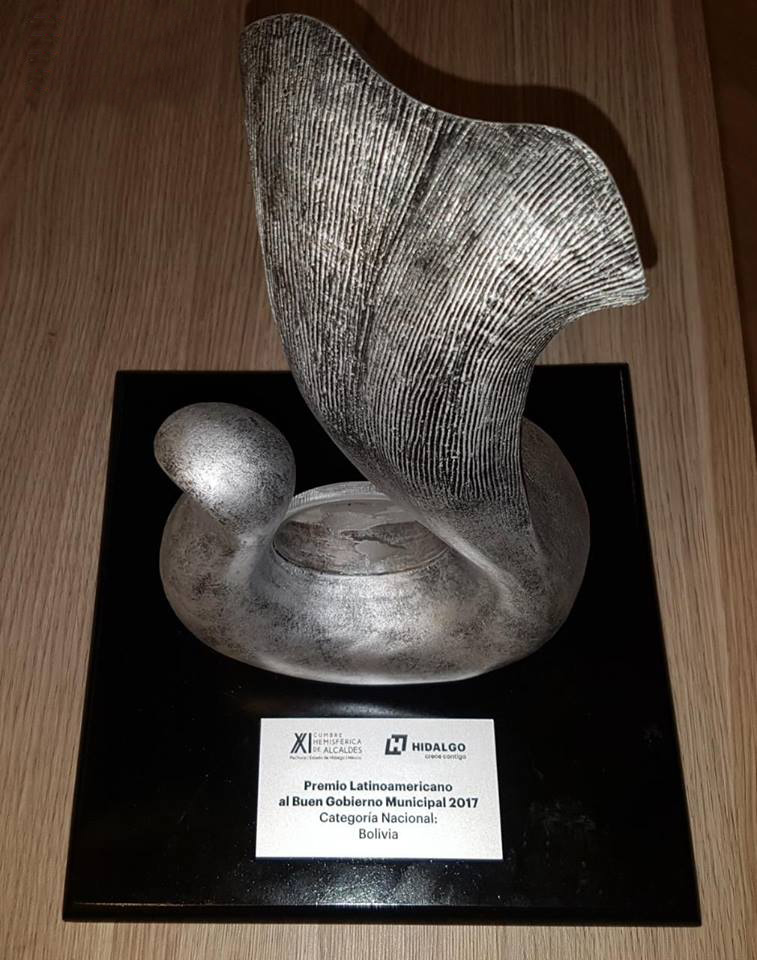
Premio Latinoamericano al Buen Gobierno Municipal 2017

La producción agrícola y pecuaria de Ravelo es destinada a su transformación, comercialización y consumo, estando sustentada su economía en la capacidad productiva de la tierra. La comercialización de sus productos se realiza en las ferias locales y en los mercados de Sucre y Potosí, la capital departamental.